# Mistrzostwa Afryki w Piłce Siatkowej Kobiet 2021
Mistrzostwa Afryki w Piłce Siatkowej Kobiet 2021 – 20. edycja mistrzostw rozegrana została w dniach 12 – 20 września 2021 roku w stolicy Rwandy, Kigali. W rozgrywkach wystartowało 9 reprezentacji narodowych.
Turniej pełnił rolę kwalifikacji do Mistrzostw Świata 2022.

## Uczestnicy
Burundi

 Demokratyczna Republika Konga

 Kamerun

 Kenia

 Maroko

 Nigeria

 Rwanda

 Senegal

 Tunezja

### Skład grup
| Grupa A | Grupa B                       |
| ------- | ----------------------------- |
| Rwanda  | Kamerun                       |
| Senegal | Kenia                         |
| Maroko  | Burundi                       |
| Nigeria | Tunezja                       |
|         | Demokratyczna Republika Konga |

## System rozgrywek
W fazie grupowej drużyny w grupach rozegrały między sobą mecze, "każdy z każdym". Dwa najlepsze zespoły z każdej grupy awansowały do półfinałów, których przegrani zagrali mecz o 3. miejsce, a wygrani - mecz finałowy. Pierwotnie drużyna z 5. miejsce w grupie B miała zakończyć rozgrywki na 9. miejscu w końcowej klasyfikacji, drużyny z 4. miejsc w grupach po zakończeniu fazy grupowej miały rozegrać mecz o 7. miejsce, a zespoły z 3. miejsc w grupach - mecz o 5. miejsce. Po reorganizacji systemu rozgrywek fazy play-off, drużyna z 5. miejsca w grupie B zajęła ostatecznie 8. miejsce w klasyfikacji końcowej, drużyny z 3. miejsca w grupie A i zespół z 4. miejsca w grupie B utworzyły parę, której przegrany zajął 7. miejsce, a wygrany rozegrał mecz o 5. miejsce z ekipą z 3. miejsca w grupie B.
Mistrzynie i Wicemistrzynie Afryki 2021 otrzymały kwalifikację na Mistrzostwa Świata 2022.

## Rozgrywki

### Faza grupowa

#### Grupa A
Tabela
| Lp. | Drużyna | Mecze | Mecze   | Mecze   | Pkt | Sety | Sety | Sety  | Małe punkty | Małe punkty | Małe punkty |
| Lp. | Drużyna | M     | W (3:2) | P (2:3) | Pkt | wyg. | prz. | ratio | zdob.       | str.        | ratio       |
| --- | ------- | ----- | ------- | ------- | --- | ---- | ---- | ----- | ----------- | ----------- | ----------- |
| 1   | Maroko  | 2     | 1 (0)   | 1 (0)   | 3   | 4    | 3    | 1.333 | 168         | 160         | 1.050       |
| 2   | Nigeria | 2     | 1 (0)   | 1 (0)   | 3   | 3    | 3    | 1.000 | 143         | 131         | 1.092       |
| 32. | Senegal | 2     | 0 (0)   | 2 (0)   | 0   | 0    | 6    | 0.000 | 109         | 150         | 0.727       |
| 41. | Rwanda  | 2     | 2 (0)   | 0 (0)   | 6   | 6    | 1    | 6.000 | 182         | 161         | 1.130       |

Źródło: cavb.org
Punktacja: 3:0 i 3:1 – 3 pkt; 3:2 – 2 pkt; 2:3 – 1 pkt; 1:3 i 0:3 – 0 pkt
Zasady ustalania kolejności: 1. liczba zwycięstw; 2. liczba punktów; 3. stosunek setów; 4. stosunek małych punktów; 5. bilans w bezpośrednich meczach
     awans do półfinału
     mecz o 5. miejsce
     mecze o miejsca 5.-7.
     8. miejsce
Wyniki
| Data  | Godz. | Drużyna 1 | Wynik | Drużyna 2 | 1     | 2     | 3     | 4     | 5 | Widzów | * |
| ----- | ----- | --------- | ----- | --------- | ----- | ----- | ----- | ----- | - | ------ | - |
| 12.09 | 14:00 | Nigeria   | 3:0   | Senegal   | 25:16 | 25:18 | 25:22 |       |   |        |   |
| 12.09 | 18:00 | Rwanda    | 3:1   | Maroko    | 25:19 | 25:18 | 32:34 | 25:22 |   |        |   |
| 13.09 | 18:00 | Nigeria   | 0:3   | Rwanda    | 22:25 | 23:25 | 23:25 |       |   |        |   |
| 15.09 | 14:00 | Senegal   | 0:3   | Maroko    | 23:25 | 17:25 | 13:25 |       |   |        |   |
| 16.09 | 18:00 | Rwanda    | 0:03. | Senegal   |       |       |       |       |   |        |   |
| 17.09 | 16:00 | Maroko    | 0:03. | Nigeria   |       |       |       |       |   |        |   |

1. - Reprezentacja Rwandy została zdyskwalifikowana przez FIVB za bezprawne zgłoszenie do turnieju zagranicznych zawodniczek. Rwanda zajęła ostatnie, 9. miejsce w końcowej klasyfikacji.
2. - Reprezentacja Senegalu wycofała się z rozgrywek.
3. - Mecz anulowany w związku z zawieszeniem turnieju.

#### Grupa B
Tabela
| Lp. | Drużyna                       | Mecze | Mecze   | Mecze   | Pkt | Sety | Sety | Sety  | Małe punkty | Małe punkty | Małe punkty |
| Lp. | Drużyna                       | M     | W (3:2) | P (2:3) | Pkt | wyg. | prz. | ratio | zdob.       | str.        | ratio       |
| --- | ----------------------------- | ----- | ------- | ------- | --- | ---- | ---- | ----- | ----------- | ----------- | ----------- |
| 1   | Kamerun                       | 3     | 3 (0)   | 0 (0)   | 9   | 9    | 0    | MAX   | 225         | 153         | 1.471       |
| 2   | Kenia                         | 4     | 3 (0)   | 1 (0)   | 9   | 9    | 3    | 3.000 | 285         | 206         | 1.383       |
| 3   | Tunezja                       | 3     | 1 (0)   | 2 (0)   | 3   | 3    | 6    | 0.500 | 185         | 200         | 0.925       |
| 4   | Demokratyczna Republika Konga | 3     | 1 (0)   | 2 (0)   | 3   | 3    | 6    | 0.500 | 168         | 196         | 0.857       |
| 5   | Burundi                       | 3     | 0 (0)   | 3 (0)   | 0   | 0    | 9    | 0.000 | 117         | 225         | 0.520       |

Źródło: cavb.org
Punktacja: 3:0 i 3:1 – 3 pkt; 3:2 – 2 pkt; 2:3 – 1 pkt; 1:3 i 0:3 – 0 pkt
Zasady ustalania kolejności: 1. liczba zwycięstw; 2. liczba punktów; 3. stosunek setów; 4. stosunek małych punktów; 5. bilans w bezpośrednich meczach
     awans do półfinału
     mecz o 5. miejsce
     mecze o miejsca 5.-7.
     8. miejsce
Wyniki
| Data  | Godz. | Drużyna 1                     | Wynik | Drużyna 2                     | 1     | 2     | 3     | 4 | 5 | Widzów | * |
| ----- | ----- | ----------------------------- | ----- | ----------------------------- | ----- | ----- | ----- | - | - | ------ | - |
| 12.09 | 12:00 | Burundi                       | 0:3   | Demokratyczna Republika Konga | 18:25 | 15:25 | 13:25 |   |   |        |   |
| 12.09 | 16:00 | Kamerun                       | 3:0   | Kenia                         | 25:20 | 25:21 | 25:19 |   |   |        |   |
| 13.09 | 10:00 | Tunezja                       | 0:3   | Kamerun                       | 15:25 | 18:25 | 17:25 |   |   |        |   |
| 13.09 | 12:00 | Demokratyczna Republika Konga | 0:3   | Kenia                         | 12:25 | 12:25 | 19:25 |   |   |        |   |
| 15.09 | 12:00 | Kamerun                       | 3:0   | Burundi                       | 25:15 | 25:14 | 25:14 |   |   |        |   |
| 15.09 | 16:00 | Kenia                         | 3:0   | Tunezja                       | 25:20 | 25:19 | 25:21 |   |   |        |   |
| 16.09 | 14:00 | Burundi                       | 0:3   | Kenia                         | 8:25  | 9:25  | 11:25 |   |   |        |   |
| 16.09 | 16:00 | Demokratyczna Republika Konga | 0:3   | Tunezja                       | 17:25 | 16:25 | 17:25 |   |   |        |   |
| 17.09 | 14:00 | Kamerun                       | 0:01. | Demokratyczna Republika Konga |       |       |       |   |   |        |   |
| 17.09 | 18:00 | Tunezja                       | 0:01. | Burundi                       |       |       |       |   |   |        |   |

1. - Mecz anulowany w związku z zawieszeniem turnieju.

### Faza finałowa

#### Mecze o miejsca 5-7.
W związku z wycofaniem się Senegalu, Demokratyczna Republika Konga awansowała do meczu o 5. miejsce. Reprezentacja Senegalu zajęła 7. miejsce w końcowej klasyfikacji.

#### Mecz o 5. miejsce
| Data  | Godz. | Drużyna 1 | Wynik | Drużyna 2                     | 1     | 2     | 3     | 4 | 5 | Widzów | * |
| ----- | ----- | --------- | ----- | ----------------------------- | ----- | ----- | ----- | - | - | ------ | - |
| 19.09 | 14:00 | Tunezja   | 3:0   | Demokratyczna Republika Konga | 25:17 | 25:11 | 25:20 |   |   |        |   |

|  |           |           |           |                   |   |       |       |       |
|  | Półfinały | Półfinały | Półfinały |                   |   | Finał | Finał | Finał |
|  | Półfinały | Półfinały | Półfinały |                   |   | Finał | Finał | Finał |
|  | 19.09     |           |           |                   |   |       |       |       |
|  |           |           |           |                   |   |       |       |       |
|  | Maroko    | Maroko    | 0         |                   |   |       |       |       |
|  | Maroko    | Maroko    | 0         | 19.09             |   |       |       |       |
|  | Kenia     | Kenia     | 3         |                   |   |       |       |       |
|  | Kenia     | Kenia     | 3         |                   |   | Kenia | Kenia | 1     |
|  | 19.09     |           |           |                   |   | Kenia | Kenia | 1     |
|  |           |           | Kamerun   | Kamerun           | 3 |       |       |       |
|  | Kamerun   | Kamerun   | Kamerun   | Kamerun           | 3 | 3     |       |       |
|  | Kamerun   | Kamerun   |           |                   |   |       |       |       |
|  | Nigeria   | Nigeria   | 0         |                   |   |       |       |       |
|  | Nigeria   | Nigeria   | 0         | Mecz o 3. miejsce |   |       |       |       |
|  |           |           |           |                   |   |       |       |       |
|  | 19.09     |           |           |                   |   |       |       |       |
|  |           |           |           |                   |   |       |       |       |
|  | Maroko    | Maroko    | 3         |                   |   |       |       |       |
|  | Maroko    | Maroko    | 3         |                   |   |       |       |       |
|  | Nigeria   | Nigeria   | 0         |                   |   |       |       |       |
|  | Nigeria   | Nigeria   | 0         |                   |   |       |       |       |

#### Półfinały
| Data  | Godz. | Drużyna 1 | Wynik | Drużyna 2 | 1     | 2     | 3     | 4 | 5 | Widzów | * |
| ----- | ----- | --------- | ----- | --------- | ----- | ----- | ----- | - | - | ------ | - |
| 19.09 | 10:00 | Maroko    | 0:3   | Kenia     | 12:25 | 21:25 | 11:25 |   |   |        |   |
| 19.09 | 12:00 | Kamerun   | 3:0   | Nigeria   | 25:13 | 35:33 | 25:13 |   |   |        |   |

#### Mecz o 3. miejsce
| Data  | Godz. | Drużyna 1 | Wynik | Drużyna 2 | 1     | 2     | 3     | 4 | 5 | Widzów | * |
| ----- | ----- | --------- | ----- | --------- | ----- | ----- | ----- | - | - | ------ | - |
| 19.09 | 16:00 | Maroko    | 3:0   | Nigeria   | 25:19 | 25:17 | 25:18 |   |   |        |   |

#### Finał
| Data  | Godz. | Drużyna 1 | Wynik | Drużyna 2 | 1     | 2     | 3     | 4     | 5 | Widzów | * |
| ----- | ----- | --------- | ----- | --------- | ----- | ----- | ----- | ----- | - | ------ | - |
| 19.09 | 18:00 | Kenia     | 1:3   | Kamerun   | 21:25 | 23:25 | 25:15 | 23:25 |   |        |   |

## Klasyfikacja końcowa
| Miejsce | Reprezentacja                 | Uwagi                            |
| ------- | ----------------------------- | -------------------------------- |
| złoto   | Kamerun                       | Awans na Mistrzostwa Świata 2022 |
| srebro  | Kenia                         | Awans na Mistrzostwa Świata 2022 |
| brąz    | Maroko                        |                                  |
| 4.      | Nigeria                       |                                  |
| 5.      | Tunezja                       |                                  |
| 6.      | Demokratyczna Republika Konga |                                  |
| 7.      | Senegal                       |                                  |
| 8.      | Burundi                       |                                  |
| 9.      | Rwanda                        | dyskwalifikacja                  |

## Nagrody indywidualne
| Najlepsza zawodniczka (MVP) | Najlepsza atakująca | Najlepsza blokująca | Najlepsza zagrywająca | Najlepsza rozgrywająca | Najlepsza przyjmująca | Najlepsza libero |
| --------------------------- | ------------------- | ------------------- | --------------------- | ---------------------- | --------------------- | ---------------- |
| Christelle Tchoudjang Nana  | Sharon Chepchumba   | Gladys Ekaru        | Laetitia Moma Bassoko | Alexandra Erhart       | Mercy Moim            | Yousra Souidi    |